# Верещагін Григорій Єгорович
Григорій Єгорович Верещагін (*11 жовтня 1851, село Полом, В'ятська губернія — †27 серпня 1930, м. Іжевськ, Удмуртська АРСР) — російський та удмуртський письменник, релігійний діяч, фольклорист, бібліограф.

## Біографія
Народився в родині російського фермера. Закінчив Сарапульське реальне училище. Працював учителем у земських школах Удмуртії. Наприкінці XIX ст. прийняв духовний сан у Православній Церкві. Служив по селах Сарапульського краю, де вивчив удмуртську мову.

## Наукова та письменницька діяльність
Верещагін — один з найбільших удмуртських етнографів, який провів десятки експедицій на власний кошт. Друкувався у серії «Записки императорского русского географического общества» (1886, 1889).
Поетичні твори удмуртською мовою відомі за публікаціями під псевдонімом Удморт. Більшість надрукована після падіння Російської імперії — у виданнях Вотської автономної області.
Автор шкільного підручника з удмуртської мови - одного з перших в удмуртомовній системі освіти Вотської автономної області. 

## Мултанська справа
Так звана «мултанська справа» 1892–1896 років мала безславний кінець і завдяки вченому Верещагіну, який спеціально приїздив на судові засідання, де виступав як захисник удмуртських картів. Його позицію високо оцінив публіцист Володимир Короленко, який працював на справі як журналіст.